# Salsa szósz
A salsa szósz [ejtsd: szalsza] egy latin-amerikai mártás-, vagy szószféle. Ezt kínálják a tortilla chips mellé mártogatni, de töltelékként is használják a különféle ételekhez. Rengeteg ízben készítik, alapja általában nagyon kicsi darabkákra aprított zöldség (tomatillo, paradicsom, avokádó stb.), ezt a keveréket ízesítik sóval, borssal és más fűszerekkel. Kedvelt alkotóeleme a lime (zöldcitrom), ami egy picit pikánssá teszi az ízeket.

## Külső hivatkozások
- 671 salsarecept angolul
- Mexikói mole, salsa, fűszerek